# Высокопольская поселковая община
Высокопольская поселковая общи́на (укр. Високопільська селищна громада) — территориальная община в Бериславском районе Херсонской области Украины.
Административный центр — посёлок Высокополье.
Население составляет 11002 человека. Площадь — 494,9 км².

## Населённые пункты
В состав общины входят 2 посёлка (Высокополье и Архангельское) и 20 сёл:
- Благодатное
- Блакитное
- Веремиевка
- Добрянка
- Заречное
- Ивановка
- Князевка
- Костырка
- Малая Шестерня
- Марьино
- Николаевка
- Нововознесенское
- Новогригоровское
- Новониколаевка
- Новопетровка
- Ольгино
- Потёмкино
- Тополиное
- Фёдоровка
- Черешневое